# Trochosa praetecta
Trochosa praetecta este o specie de păianjeni din genul Trochosa, familia Lycosidae, descrisă de L. Koch, 1875.
Este endemică în Etiopia. Conform Catalogue of Life specia Trochosa praetecta nu are subspecii cunoscute.